# Фонтегруњале (Кјети)
Фонтегруњале (итал. Fontegrugnale) је насеље у Италији у округу Кјети, региону Абруцо.
Према процени из 2011. у насељу је живело 44 становника. Насеље се налази на надморској висини од 267 м.